# Alfred Leblanc
Alfred Leblanc (Luik, 8 mei 1864 - 16 januari 1922) was een Belgisch senator.

## Levensloop
In 1911 werd Leblanc gemeenteraadslid in Luik.
Bij de verkiezingen van 20 november 1921 werd hij verkozen tot socialistisch senator voor het arrondissement Luik. Hij oefende dit mandaat minder dan twee maanden uit, tot aan zijn dood. Hij werd opgevolgd door de wallingantische voorman Charles Van Belle.